# Oberliga Baja Renania
La Oberliga Baja Renania (del inglés: Premier League of the Lower Rhine) es una de las 14 ligas de fútbol regionales que conforman la Oberliga, la quinta división del fútbol alemán.

## Historia
Fue creada en el año 1956 como la liga de fútbol aficionado más importante de la región del Bajo Rin con el nombre Verbandsliga Niederrhein, conformando una de las cuatro divisiones de la Verbandsliga. En 2008 cambió su nombre a Niederrheinliga y para 2012 adoptaron su nombre actual.
La liga en sus orígenes fue la tercera división del fútbol alemán, hasta que en 1963 nace la Bundesliga, manteniendo su categoría pero esta vez por debajo de la Regionalliga West.
En 1974 aparece la 2. Bundesliga a ser la segunda categoría de fútbol en Alemania y en 1978 nace la Amateurliga-Oberliga Niederrhein luego de que las Verbandsligas se fusionaran como la nueva tercera división alemana. Al ratificarse la Oberliga como la tercera categoría del fútbol alemán, las Versbandligas pasan a ser de cuarta división y con el nacimiento de la Regionalliga en 1994 bajaron un nivel más.
En 2008 aparece la 3. Bundesliga como la nueva tercera división del fútbol alemán, con lo que la Verbandsliga Niederrhein pasaría a ser de sexta categoría hasta que en 2012 nace la Regionalliga West y la Verbandsliga Niederrhein toma el rango de Oberliga y pasa a ser la liga actual.

## Equipos Fundadores
Estos son los clubes que disputaron la temporada de 1956:
| - TSV Eller 04 - VfL Benrath - Grün-Weiß Viersen - SpVgg Gräfrath - TuRU Düsseldorf - FV Duisburgo 08 | - TuS Lintfort - SpVgg Hochheide - Homberger SV - SC Kleve - TuS Duisburgo 48/99 | - SpVgg Sterkrade 06/07 - BV Osterfeld - 1. FC Mülheim-Styrum - SV Borbeck - TSG Karnap |

## Ediciones Anteriores
| Temporada | Club                     |
| 1956–57   | VfL Benrath              |
| 1957–58   | TuS Lintfort             |
| 1958–59   | TuS Duisburgo 48/99      |
| 1959–60   | BV Osterfeld             |
| 1960–61   | SV Neukirchen            |
| 1961–62   | FV Duisburgo 08          |
| 1962–63   | Homberger SV             |
| 1963–64   | Homberger SV             |
| 1964–65   | VfB Bottrop              |
| 1965–66   | VfR Neuß                 |
| 1966–67   | VfB Bottrop              |
| 1967–68   | Eintracht Duisburgo      |
| 1968–69   | SSVg Velbert             |
| 1969–70   | SpVgg Sterkrade 06/07    |
| 1970–71   | FC Bayer 05 Uerdingen    |
| 1971–72   | 1. FC Mülheim-Styrum     |
| 1972–73   | Union Solingen           |
| 1973–74   | VfB Remscheid            |
| 1974–75   | Union Solingen           |
| 1975–76   | 1. FC Bocholt            |
| 1976–77   | Fortuna Düsseldorf II    |
| 1977–78   | Olympia Bocholt          |
| 1978–79   | FC Bayer 05 Uerdingen II |
| 1979–80   | Spfr. Hamborn 07         |
| 1980–81   | VfB Bottrop              |

| Temporada | Club                    |
| 1981–82   | Viktoria Goch           |
| 1982–83   | 1. FC Viersen           |
| 1983–84   | VfL Rhede               |
| 1984–85   | Spfr. Hamborn 07        |
| 1985–86   | VfB Langenfeld          |
| 1986–87   | Rheydter SV             |
| 1987–88   | SV Wermelskirchen       |
| 1988–89   | Sportfreunde Katernberg |
| 1989–90   | VfB Homberg             |
| 1990–91   | Preußen Krefeld         |
| 1991–92   | 1. FC Wülfrath          |
| 1992–93   | Rot-Weiß Oberhausen     |
| 1993–94   | Union Solingen          |
| 1994–95   | Fortuna Düsseldorf II   |
| 1995–96   | SV Straelen             |
| 1996–97   | BMG II                  |
| 1997–98   | Adler Osterfeld         |
| 1998–99   | MSV Duisburgo II        |
| 1999–2000 | SSVg Velbert            |
| 2000–01   | Borussia Wuppertal      |
| 2001–02   | Union Solingen          |
| 2002–03   | 1. FC Kleve             |
| 2003–04   | TuRU Düsseldorf         |
| 2004–05   | VfB Speldorf            |
| 2005–06   | SV Straelen             |

| Temporada | Club                      |
| 2006–07   | Fortuna Düsseldorf II     |
| 2007–08   | Rot-Weiß Essen II         |
| 2008–09   | VfB Speldorf              |
| 2009–10   | VfB Homberg               |
| 2010–11   | KFC Uerdingen 05          |
| 2011–12   | FC Kray                   |
| 2012–13   | KFC Uerdingen 05          |
| 2013–14   | SV Hönnepel-Niedermörmter |
| 2014-15   | SSVg Velbert              |
| 2015-16   |                           |

Fuente:
- El campeón de la temporada 2013–14, el SV Hönnepel-Niedermörmter, declinó el ascenso, el FC Kray tomó su lugar.